# Shoe Lane Painter

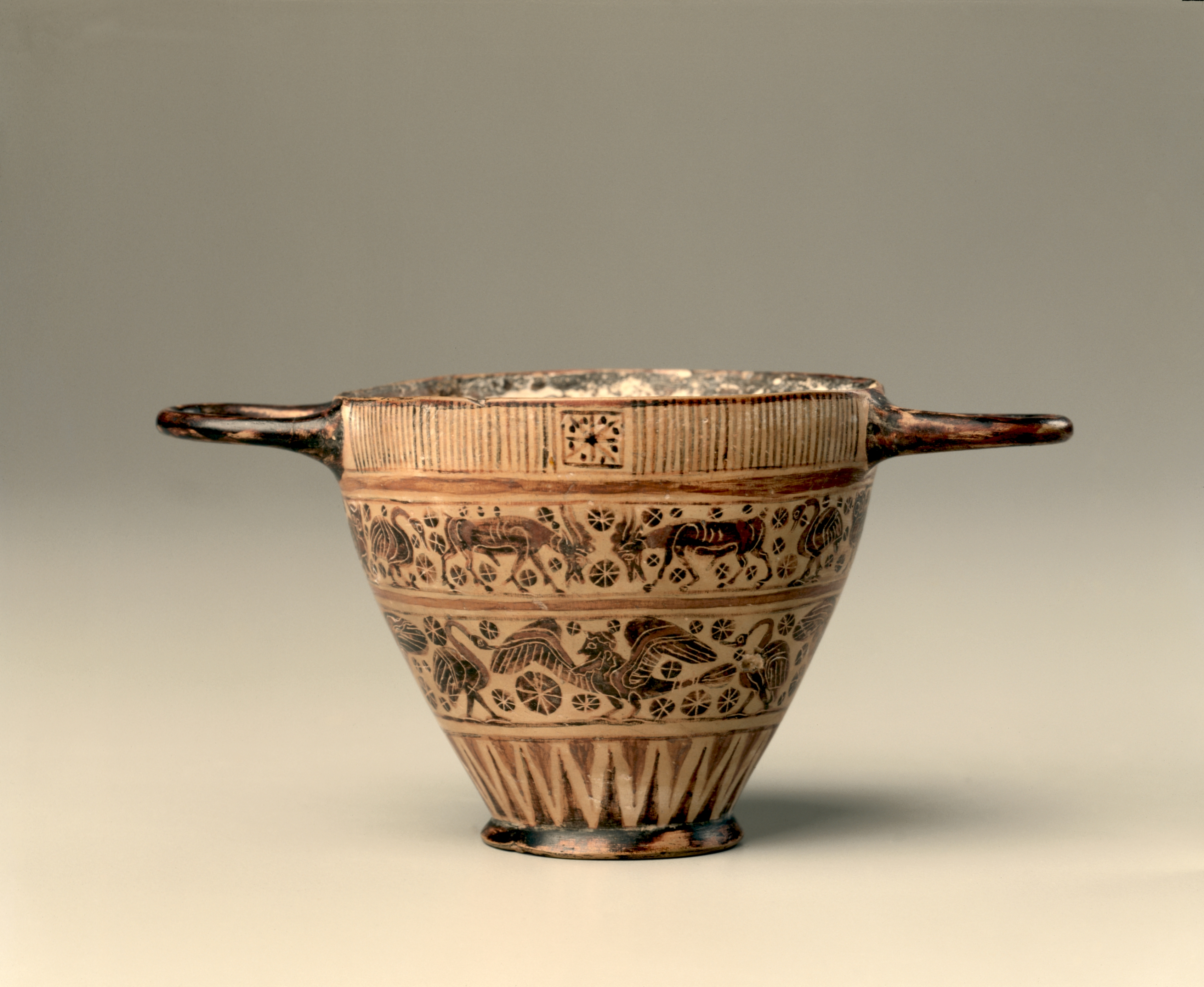
Antiker, vom Shoe Lane Painter modern bemalter Skyphos im Cleveland Museum of Art, Inventarnummer 1924.873

Als Shoe Lane Painter wird ein moderner Fälscher antiker griechischer Keramik bezeichnet.
Mit dem sich immer mehr ausbreitenden Wunsch nach eigener Antikensammlung im 20. Jahrhundert begannen auch Fälscher damit, Werke für diesen Markt zu schaffen und als echte Werke auszugeben. Bei seinen Studien zur korinthischen Vasenmalerei gelang es Darrell A. Amyx, zwei Handschriften von Fälschern herauszuarbeiten, die er analog zu unbekannten antiken Künstlern mit Notnamen versah. Er unterschied den Dunedin-Maler und eben den Shoe Lane Painter. Letzterem wies Amyx auf Grund von stilistischen und technischen Beobachtungen mehr als 40 Werke zu. Der Shoe Lane Painter verwendete als Bildträger echte antike korinthische Vasen, die entweder nicht bemalt gewesen waren, oder aber deren Dekoration stark beschädigt war und die er dann übermalte. Ein paar seiner Stücke scheinen auch vollkommen neu geschaffen zu sein. Auf diese brachte er seine gefälschten modernen Bemalungen auf, was eine Identifizierung als Fälschung oftmals noch schwieriger machte. Er malte ausschließlich Tierfriese.
Der Name geht auf die Antiquitätengeschäfte an der Pandrosos-Straße (englisch „Shoe Lane“) in Athen zurück, in denen seine Produkte verkauft wurden. Der Maler war wohl in den 1930er und 1940er Jahren tätig.

## Werke
- Cleveland, Cleveland Museum of Art 1924.873 (Eintrag in der Museumsdatenbank)
- New York, Brooklyn Museum 35.641
- New York, Metropolitan Museum of Art 22.139.8a-b
- Paris, Louvre CA 3261 (Eintrag in der Museumsdatenbank)